# Operation Hannibal
Operation Hannibal var en sjöledes evakuering under andra världskrigets slutskede, från Kurland, Ostpreussen och polska korridoren, av sårade tyska soldater och civila undan den framryckande sovjetiska Röda armén.
Den 21 januari 1945 beordrade amiral Karl Dönitz att Operation Hannibal skulle inledas och civila flyktingar skulle evakueras från Ostpreussen. Kort därefter förlorades passagerarkryssaren Wilhelm Gustloff när den 30 januari torpederades av den sovjetiska ubåten S-13, och samma ubåt sänkte lasarettsfartyget General von Steuben 10 februari. Efter dessa katastrofer sändes fickslagskeppet Admiral Scheer tillsammans med flera lättare enheter för att understödja evakueringen. Beskjutningen av sovjetiska landstyrkor nära kusten gav värdefull tid för den fortsatta evakueringen, inte minst den småbåtsarmada som tog upp flyktingar som hamnat bakom frontlinjen, men Kriegsmarines närvaro kunde inte hindra att Goya den 16 april sänktes av den sovjetiska minutläggningsubåten L-3. Trots att två av de tre värsta fartygskatastroferna någonsin inträffade under denna massevakuering var det en remarkabel framgång, då någonstans mellan två och två och en halv miljon människor räddades mellan januari och maj 1945, vilket gör den till den största i sitt slag.